# Gaius Claudius Nero
Gaius Claudius Nero was een Romeins senator, consul en militair.
Hij streed in 214 v.Chr. onder Marcus Claudius Marcellus op Sicilia. Hij veroverde in 211 v.Chr. als propraetor Capua. In 207 v.Chr. werd hij als consul verkozen en versloeg hij samen met zijn ambtgenoot Marcus Livius bij de Metaurus Hannibals broer Hasdrubal Barkas, die aldaar sneuvelde.
Het afgehouwen hoofd van Hasdrubal zond hij naar Hannibal, iets wat achteraf goedgekeurd werd door de Romeinse senaat.
In 204 v.Chr. waren beide ex-consuls tot censor gekozen. Hierbij deed zich het ergerlijke toneel voor, dat beide censoren elkaar van de ridderlijsten schrapten, en ook op andere wijze kibbelden.